# Левайн, Анна
Анна Клугер Левайн (англ. Anna Kluger Levine; род. 18 сентября 1953, Нью-Йорк) — американская актриса. Также известна под именами Анна Левайн Томпсон и Анна Томсон.

## Биография
Точное место рождения и имена биологических родителей Анны неизвестны, её нашли на улице Нью-Йорка. Девочку удочерили богатые люди, для которых она стала единственным ребёнком. В детстве она чувствовала себя одинокой и не имела друзей.
Отец Анны много работал в Европе. Семья много времени проживала в Париже. Её приёмный отец был поклонником театра и часто брал дочь с собой. В 17 лет Анна была отправлена учиться в Школу изящных искусств во Франции. Там она перепробовала множество профессий от колориста до художника по костюмам. Актёрскую карьеру она всерьёз не рассматривала.
Её карьеру резко изменил Кристофер Уокен, который предложил ей роль в пьесе «Ребёнок-чемпион», а после успешного её исполнения помог пробиться и в Голливуд.
Первую значительную роль Анна сыграла в 1979 году в драме Луиса Сан Андреса «Ночные цветы». На счету актрисы работы в фильмах Майкла Чимино, Андрея Кончаловского, Джонатана Демми, Оливера Стоуна, Клинта Иствуда. В 1999 году она сыграла одну из главных ролей в нашумевшем и одаренным наградами фильме Франсуа Озона «Капли дождя на раскалённых скалах».

## Личная жизнь
У актрисы есть два сына-близнеца. Она по-прежнему поддерживает приятельские отношения с Кристофером Уокеном. Дружна с Изабель Юппер и Микки Рурком, с которыми познакомилась на съёмках. Живёт в Нью-Йорке.

## Избранная фильмография
| Год       |   | Русское название                                | Оригинальное название               | Роль                                   |
| --------- | - | ----------------------------------------------- | ----------------------------------- | -------------------------------------- |
| 1969      | ф | Ночь кровавых обезьян                           | La horripilante bestia humana       | Елена Гомес                            |
| 1979      | ф | Ночные цветы                                    | Night-Flowers                       | Сэнди                                  |
| 1980      | ф | Врата рая                                       | Heaven’s Gate                       | малышка Дот                            |
| 1984      | ф | Папа Гринвич-Виллидж                            | The Pope of Greenwich Village       | официантка в отеле                     |
| 1984      | ф | Возлюбленные Марии                              | Maria’s Lovers                      | Кэти                                   |
| 1986      | ф | В упор                                          | At Close Range                      | танцовщица в баре                      |
| 1986—1987 | с | Династия 2: Семья Колби                         | The Colbys                          | Анна Ростова                           |
| 1987      | ф | Роковое влечение                                | Fatal Attraction                    | секретарь                              |
| 1987      | ф | Уолл-Стрит                                      | Fatal Attraction                    | девушка в лифте                        |
| 1987      | ф | Леонард шестой                                  | Leonard Part 6                      | медсестра Карвальо                     |
| 1988      | ф | Птица                                           | Bird                                | Одри                                   |
| 1988      | ф | Радиоболтовня                                   | Talk Radio                          | девушка на баскетбольном матче / Дениз |
| 1988      | ф | Чернокнижник                                    | Warlock                             | жена пастора                           |
| 1991      | ф | Вкривь и вкось                                  | CrissCross                          | Моника                                 |
| 1992      | ф | Непрощённый                                     | Unforgiven                          | Делайла Фицджеральд                    |
| 1993      | ф | Настоящая любовь                                | True Romance                        | Люси                                   |
| 1994      | ф | Ворон                                           | The Crow                            | Дарла                                  |
| 1994      | ф | Младенец на прогулке, или Ползком от гангстеров | Baby’s Day Out                      | миссис Маккрей                         |
| 1995      | ф | Плохие парни                                    | Bad Boys                            | Франсин                                |
| 1997      | ф | Сью                                             | Sue                                 | Сью                                    |
| 1998      | ф | Фиона                                           | Fiona                               | Фиона                                  |
| 2000      | ф | Капли дождя на раскалённых скалах               | Gouttes d’eau sur pierres brûlantes | Вера                                   |
| 2000      | ф | Еда и женщины на скорую руку                    | Fast Food Fast Women                | Белла                                  |
| 2009      | ф | Американская вдова                              | American Widow                      | попутчица                              |